# Oakhurst (California)
Oakhurst es un lugar designado por el censo ubicado en el condado de Madera en el estado estadounidense de California. En el año 2000 tenía una población de 12,867 habitantes y una densidad poblacional de 187.5 personas por km².

## Geografía
Oakhurst se encuentra ubicado en las coordenadas 37°19′41″N 119°38′58″O / 37.32806, -119.64944. Según la Oficina del Censo, la ciudad tiene un área total de 15,3 km² (5,9 mi²), de la cual 15,3 km² (5,9 mi²) es tierra y 0 km² (0 mi²) (0%) es agua.

## Demografía
Según la Oficina del Censo en 2000 los ingresos medios por hogar en la localidad eran de $27,679, y los ingresos medios por familia eran $35,495. Los hombres tenían unos ingresos medios de $36,979 frente a los $21,111 para las mujeres. La renta per cápita para la localidad era de $16,851. Alrededor del 17.3% de la población estaban por debajo del umbral de pobreza.